# Rhinorhynchus phyllocladi
Rhinorhynchus phyllocladi is een keversoort uit de familie bastaardsnuitkevers (Nemonychidae). De wetenschappelijke naam van de soort werd in 2003 gepubliceerd door Guillermo Kuschel.